# Oscar Otte
Oscar Otte (16 de julio de 1993) es un jugador de tenis alemán.

## Carrera

### 2017: Primer título Challenger
Otte hizo un notable torneo en el Qingdao Challenger, donde alcanzó la final tanto en individuales como en dobles. Ganó su primer título de dobles ATP Challenger Tour en el Garden Open de Roma, junto a Andreas Mies. Unas semanas más tarde, ganó su primer título Challenger en Lisboa.

### 2018-2020: debut en Grand Slam
Otte hizo su debut en el cuadro principal de un Grand Slam en el Abierto de Francia 2018 como perdedor afortunado (no pasó la previa pero ocupó una baja en el cuadro principal en lugar de Andrey Rublev), pero perdió en primera ronda con Matteo Berrettini. Ganó su primer partido ATP Tour en el Open de Estocolmo, derrotando a Jürgen Zopp en primera ronda. Otte se clasificó nuevamente para el cuadro principal en el Abierto de Francia de 2019 como perdedor afortunado. Después de derrotar a Malek Jaziri, perdió en segunda ronda ante el tercer cabeza de serie, Roger Federer.

### 2021: Clasificación para los Grand Slam
Otte se clasificó para el cuadro principal del Abierto de Francia de 2021 por tercera vez en su carrera. Perdió ante su compatriota Alexander Zverev en la primera ronda, a pesar de ganar los dos primeros sets.
También se clasificó para el cuadro principal del Campeonato de Wimbledon 2021 por primera vez en su carrera. En la primera ronda, Otte ganó solo a su compañero de clasificación Arthur Rinderknech 4-6, 6-3, 6-2, 6-7 (5), 13-12.. En la segunda ronda, Otte fue derrotado por Andy Murray en un reñido partido de cinco sets en la pista central, 6-3, 4-6, 4-6, 6-4, 6-2.
Se clasificó para su tercer cuadro principal consecutivo de Grand Slam en 2021 en el US Open de 2021 también por primera vez en su carrera. Y a continuación derrotó al italiano Lorenzo Sonego, 23.º ATP y a Denis Kudla, 92.º ATP, para llegar a la tercera ronda.

## Títulos ATP (0; 0+0)

### Dobles (0)
| Leyenda                         |
| Grand Slam (0)                  |
| ATP Wourld Tour Finals (0)      |
| ATP Masters 1000 World Tour (0) |
| ATP World Tour 500 series (0)   |
| ATP World Tour 250 series (0)   |

#### Finalista (1)
| N.º | Fecha                | Torneos | Superficie | Pareja         | Oponentes en la final             | Resultado        |
| --- | -------------------- | ------- | ---------- | -------------- | --------------------------------- | ---------------- |
| 1.  | 2 de octubre de 2022 | Sofía   | Dura (i)   | Fabian Fallert | Rafael Matos David Vega Hernández | 6-3, 5-7, [8-10] |

## Títulos ATP Challenger

### Individual (5)
| N.° | Fecha      | Torneo                        | Superficie    | Oponente en la final | Resultado        |
| --- | ---------- | ----------------------------- | ------------- | -------------------- | ---------------- |
| 1.  | 18.06.2017 | Challenger de Lisboa          | Tierra batida | Taro Daniel          | 4-6, 6-1, 6-3    |
| 2.  | 13.09.2020 | Challenger de Aix-en-Provence | Tierra batida | Thiago Seyboth Wild  | 6-2, 6-7(3), 6-4 |
| 3.  | 31.10.2021 | Challenger de Ismaning        | Moqueta       | Lukáš Lacko          | 6-4, 6-4         |
| 4.  | 14.11 2021 | Challenger de Ortisei         | Dura (i)      | Maxime Cressy        | 7-6(5), 6-4      |
| 5.  | 28.11.2021 | Challenger de Bari            | Dura          | Daniel Masur         | 7-5, 7-5         |